# Немина
Не́мина (устар. Немена) — река в России, в Медвежьегорском районе Карелии.
Вытекает из Тагозера, в верхнем течении (до Шиженского озера) носит название Нема. Протекает через многочисленные озёра. Впадает в Чёлмужскую (Челмужскую) губу Заонежского залива Онежского озера.
Протекает через деревню Тихвин Бор, посёлок Немино-3.
Длина реки составляет 76 км, площадь водосборного бассейна — 659 км².

## Притоки
(от устья к истоку)
- Малая Толма (левый)
- В 25 км от устья впадает Большая Толма (левый)
- В 30 км от устья впадает Пажа (левый)
- Лубкоручей (левый)
- Нелюкса (правый, впадает в Чагозеро на Немине)
- Пала (левый)
- Шапоровский (левый)
- Олений (левый, в озеро Шапоров Плёс)
- Артюхин (левый)
- Гремиха (правый)

## Фотографии
|  |  |

## Данные водного реестра
По данным государственного водного реестра России относится к Балтийскому бассейновому округу, водохозяйственный участок реки — Бассейн Онежского озера без рр. Шуя, Суна, Водла и Вытегра, речной подбассейн реки — Свирь (включая реки бассейна Онежского озера). Относится к речному бассейну реки Нева (включая бассейны рек Онежского и Ладожского озера).
Код объекта в государственном водном реестре — 01040100612102000015853.